# Lissus
|  | Si cercau la ciutat de Lissus de Creta, vegeu Lissos |

Lissus (grec antic: Λίσσος, llatí: Lissus) fou una ciutat d'Il·líria situada a la desembocadura del riu Driló. Correspon a l'actual ciutat de Lezhë (Albània).

## Història
Fou fundada per Dionís el vell de Siracusa amb el nom de Lissos vers el 385 aC, per assegurar les rutes de comerç per la mar Adriàtica. Diodor de Sicília la considera una polis. La ciutat estava separada en sectors per murades (grec antic: διατείχισμα, diatéikhisma 'murada separadora'), i efectivament s'han pogut identificar elements d'arquitectura siracusana a les restes de les murades. Més tard va caure en mans dels il·liris.
Després de la primera desfeta contra els romans, els il·liris van poder conservar Lissus, però no hi podien fondejar. El 211 aC l'acròpoli de la ciutat (anomenada Acròlissos) fou sorpresa per Filip V de Macedònia, i així va dominar la ciutat, fins que fou derrotat pels romans retornant llavors als Il·liris. Fou a Lissus on el rei Perseu de Macedònia va negociar una aliança contra Roma amb el rei il·liri Genci, el qual va reclutar forces a la ciutat per la guerra contra Roma. Els romans, no obstant això, hi van entrar sense resistència. En temps de Juli Cèsar hi havia un cos romà estacionat a la ciutat, i així va esdevenir una ciutat romana. Fou part de la província de l'Epirus Nova.
Va ser destruïda durant les invasions eslaves del segle vi, que ocuparen la regió. Posteriorment, cap al segle ix, seria recuperada per l'Imperi Romà d'Orient.